# Siamspinops spinosus
Siamspinops spinosus là một loài nhện trong họ Selenopidae.
Loài này thuộc chi Siamspinops. Siamspinops spinosus được P. Dankittipakul & J. A. Corronca miêu tả năm 2009.